# Narciso López

Narciso López

Narciso López de Urriola (* 1797 in Caracas, Venezuela; † 1. September 1851 in Havanna, Kuba) hatte große Bedeutung für die Entstehung der kubanischen Unabhängigkeitsbewegung gegen die spanische Kolonialmacht im 19. Jahrhundert.
Als Annexionist und Filibuster hatte er den Plan, Kuba als weiteren Bundesstaat in die Vereinigten Staaten von Amerika einzugliedern.

## Leben
Narciso López stammte aus einer reichen Familie und schloss sich der venezolanischen Unabhängigkeitsbewegung gegen Spanien an. Später wechselte er die Seiten und trat in spanischen Militärdienst. Mit den 1823 aus Venezuela abziehenden spanischen Truppen ging López zunächst nach Kuba, später nach Spanien, wo er am Ersten Karlistenkrieg teilnahm.
1836 wurde er zum Brigadegeneral, 1839 zum Generalmajor ernannt und sollte Gouverneur von Valencia werden. Als 1841 Jerónimo Valdés zum Generalgouverneur von Kuba ernannt wurde, nahm er López dorthin mit, der unter seiner Leitung wichtige Funktionen in der Kolonialverwaltung übernahm (Statthalter von Matanzas und Trinidad, sowie Vorsitzender der Militärkommission).
Der nachfolgende Generalgouverneur auf Kuba, Leopoldo O’Donnell, enthob López seiner Ämter, worauf dieser sich in das Zivilleben zurückzog.
Er heiratete die Tochter des einflussreichen Großgrundbesitzers und Sklavenhalters Pozos Dulces y Yznaga.
Offensichtlich machte López sich die politischen Ziele dieser Großgrundbesitzer zu eigen, die in der Forderung nach Freihandel und Fortbestand der Sklaverei bestanden. Unter spanischer Herrschaft war ein Freihandel Kubas nicht möglich, weil das Interesse der spanischen Krone insbesondere den Zolleinnahmen aus dem kubanischen Handel galt. Als weiterer Bundesstaat der USA hätten die kubanischen Großgrundbesitzer sowohl einen großen Markt für ihre Produkte, besonders den Zucker, gehabt, andererseits aber auch in den Südstaaten der USA Garanten für den Fortbestand der Sklaverei auf Kuba gefunden. Aus dieser Interessenlage entwickelte sich der Annexionismus der Großgrundbesitzer des kubanischen Westens, also der Wunsch des Anschlusses an die USA.
1848 schloss sich López einer revolutionären Gruppe an und musste 1849 nach New York fliehen. Dort entstand unter seiner Beteiligung eine kubanische Interessenvertretung, welche die Loslösung Kubas von Spanien mit politischen, wirtschaftlichen und auch militärischen Mitteln betrieb und ihre Bedeutung erst 1898 mit dem Rückzug Spaniens aus Kuba verlor.
Für die Finanzierung seiner militärischen Pläne konnte López den US-amerikanischen „Eisenbahnkönig“ Cornelius Vanderbilt gewinnen.
Die ersten Pläne, von den USA aus mit einer Invasionsarmee nach Kuba überzusetzen, scheiterten daran, dass die Nordstaaten im Gegensatz zu den Südstaaten der USA kein Interesse daran hatten einen weiteren Sklaven haltenden Staat in den Staatenbund aufzunehmen.
Am 19. Mai 1850 schließlich landete Narciso López an der Spitze eines Expeditionscorps mit 600 Mann, denen er jeweils 1.000 US$ und 64 Hektar Land versprochen hatte, in Cárdenas (Provinz Matanzas) auf Kuba. Bereits nach einem Tag scheiterte dieser Versuch und Narciso López bereitete nun von New Orleans aus einen weiteren Angriff vor.

### Bahia Honda-Expedition

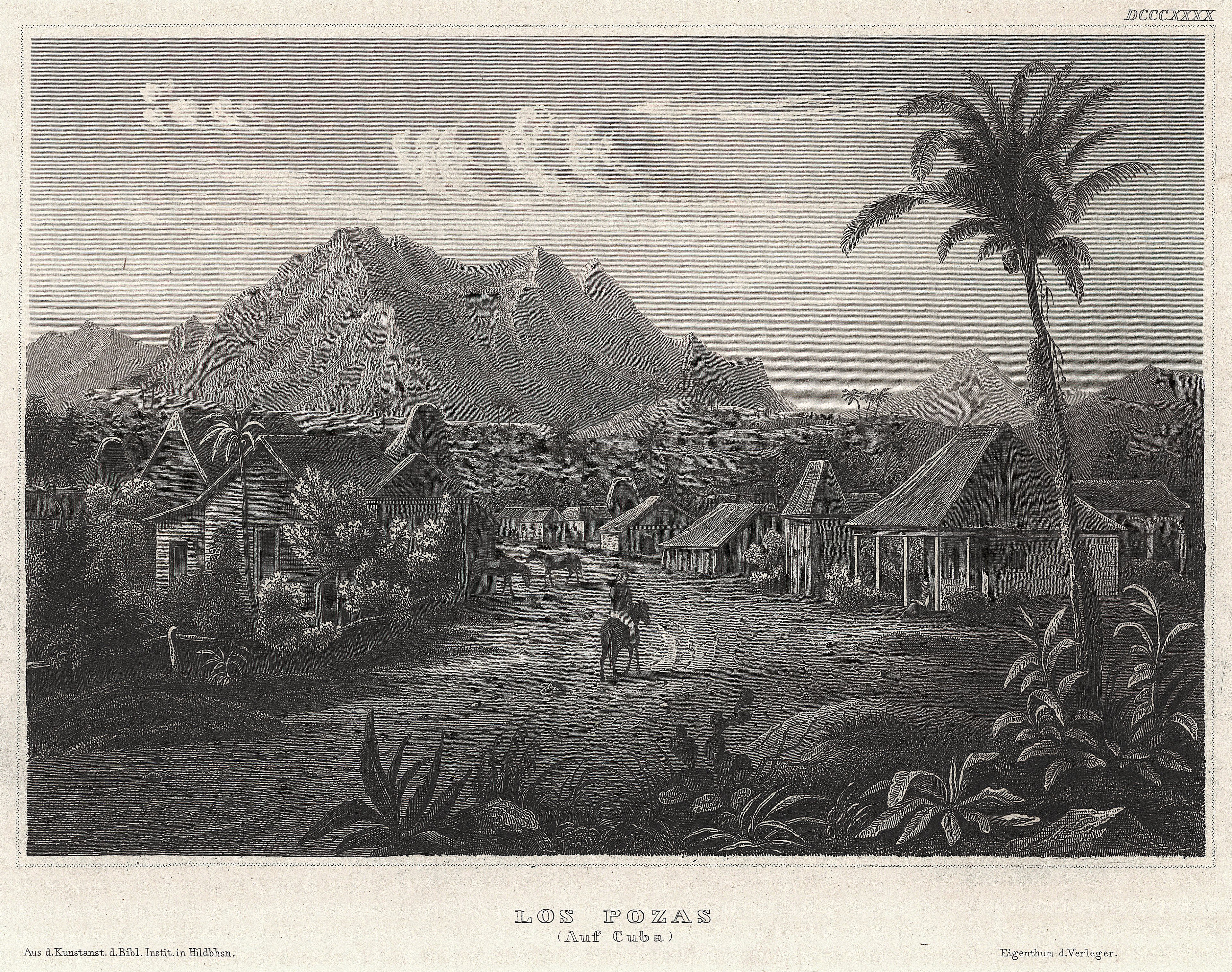
Los Pozos ca. 1857

Am 3. August 1851 verließ López mit 453 Söldnern, darunter zahlreichen Deutschen und Ungarn, mit dem Dampfer Pampero New Orleans und landete am 12. August bei Bahía Honda in der Provinz Pinar del Río. López hatte den Landungsort aufgrund von bewusst ausgestreuten Falschinformationen des kubanischen Generalkapitäns ausgesucht.
Die Expedition wurde zu einem Desaster, als López’ Nachhut unter William S. Crittenden von dem spanischen General Manuel Enna aufgerieben wurde. Anschließend griff Enna López am 14. August bei Los Pozos an, woraufhin sich die Filibuster in die umliegenden Berge zurückzogen. Am 31. August wurde López verhaftet und in Havanna als Hochverräter zum Tod durch die Garrote verurteilt. Er starb am 1. September 1851. Teilnehmer der Expedition war u. a. Major Louis Schlesinger, der später mit William Walker an Filibusterexpeditionen nach Nicaragua teilnahm.

## Bedeutung für die kubanische Geschichte

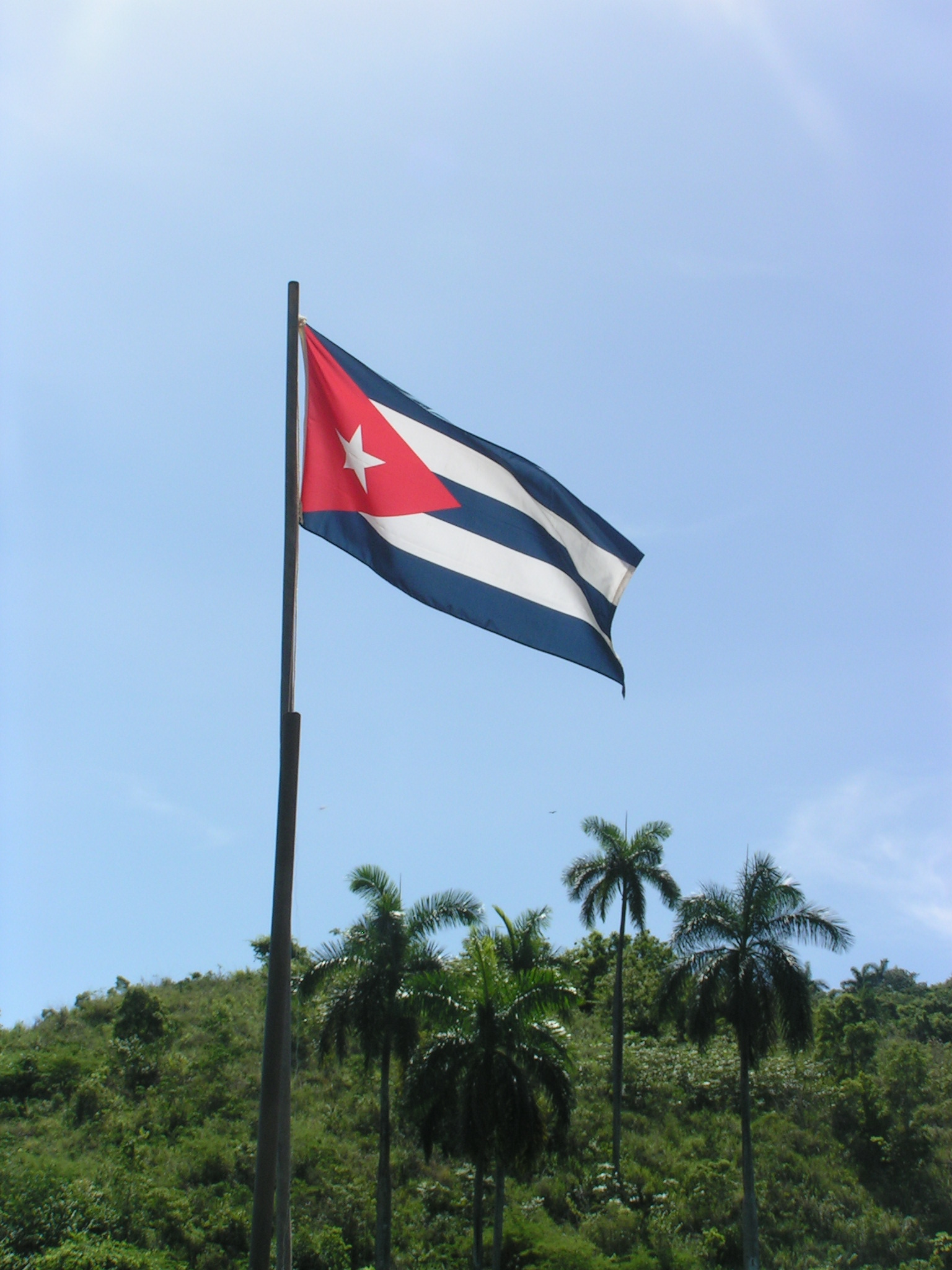
Die Narciso López-Flagge setzte sich als Nationalflagge durch

Die heutige Flagge Kubas ist die gleiche, die Narciso López 1850 bei seiner Expedition nach Cárdenas mitführte. Das macht deutlich, welche Bedeutung seine Unternehmungen noch später für die kubanische Unabhängigkeitsbewegung gegen Spanien hatten. Während am 10. Oktober 1868 Carlos Manuel de Céspedes den Kampf gegen die spanische Kolonialherrschaft für einen souveränen kubanischen Staat mit einer völlig anderen Fahne begann, setzte sich die annexionistische Fahne des Narciso López in den folgenden Diskussionen im Parlament von Guaímaro gegen die von Céspedes durch. Der Grund hierfür lag offensichtlich in den Ängsten der sklavenhaltenden Großgrundbesitzer des kubanischen Westens vor einem Sklavenaufstand. Während die kreolische Oberschicht des kubanischen Ostens (Oriente) in der Sklaverei keinen wirtschaftlichen Nutzen sahen, wünschte die Zuckerbourgoisie des Westens (Occidente) eine neue Schutzmacht, welche anstelle der bisherigen Kolonialmacht ihre Interessen auch militärisch sichern könnte. Diese neue Schutzmacht sahen sie in den USA.
Mit dem wachsenden kubanischen Nationalbewusstsein wurde im Verlauf des 19. und 20. Jahrhunderts auch die Rolle des Narciso López in der kubanischen Geschichtsschreibung zunehmend kritischer gesehen.